# Pedagogika miejsca
Pedagogika miejsca – perspektywa teoretyczna badań nad edukacją, opisująca dialektyczną relację "człowiek–przestrzeń/miejsce", jako znaczącą dla procesów uczenia się i rozwoju; także tworzenia się biografii/tożsamości ludzkich, relacji społecznych/kapitału społecznego, wspólnot/ruchów społecznych. 
Przejęcie perspektywy pedagogiki miejsca i proponowanego przez nią spektrum pojęciowego, pozwala na ponowną analizę i reinterpretację "starych" problemów społeczno-politycznych, w tym edukacyjnych, co owocuje rozszerzeniem dyskursu publicznego o głosy artykułowane z różnych miejsc; dostrzeżeniem kolejnych poziomów zależności i wymiarów analizowanych zjawisk. 
Pedagogika miejsca pozwala na problematyzację kategorii takich jak przestrzeń i miejsce, w różnorakich kontekstach społecznych / edukacyjnych.
Nowatorska perspektywa teoretyczna pedagogiki miejsca ugruntowuje swoje miejsce w obszarze polskich nauk o edukacji, dzięki Marii Mendel -  badaczce, autorce i redaktorce znaczących publikacji w tym zakresie. 

## Teoretyczne ramy pedagogiki miejsca
- poststrukturalizm (post-structuralism) – którego teoretycy umożliwiają zerwanie z esencjalistyczną koncepcją podmiotu i przestrzeni, akcentując nieustaną re-kreację tych kategorii w relacji do dominujących dyskursów.
- koncepcja społecznej produkcji przestrzeni – zaproponowana przez Henri Lefebvre i rozwijana przez współczesnych badaczy (jak na przykład: Edward Soja, David Sibley, Doreen Massey, Wolfgang Natter, John Paul Johns, Geogers Benko, Ulf Strohmayer, Pamela Bettis, Natalie Adams, Rob Shields) zainteresowanych fenomenem polegającym na tym, iż "przestrzeń jest społecznie produkowana w relacjach społecznych, które następnie również reprodukuje, negocjuje i przekształca"
- geografia społeczna – subdyscyplina geografii zainteresowana tworzeniem miejsc przez ludzi, procesami planowania i zagospodarowywania przestrzeni, jak również zjawiskiem zadomawianiem się społeczności ludzkich w miejscach; problemami i cechami charakterystycznymi dla określonych regionów, ich mieszkańców, wspólnot lokalnych.
- socjologia miasta – dostarczająca opisu procesów urbanizacyjnych z perspektywy społecznej; analizująca tworzenie się miast przez pryzmat procesów zbiorowych, określonych typów relacji społecznych i znaczeń nadawanych przestrzeni miejskiej i miejscom.
- antropologia kulturowa – traktowana tu jako perspektywa badawcza zainteresowana różnorodnością organizowania się kultur w różnych miejscach na ziemi; „od zawsze” rozpatrująca kulturę w ścisłym powiązaniu z miejscem.
- pedagogika społeczna – subdyscyplina pedagogiki analizująca różnorakie przestrzenie doświadczenia społecznego ludzi, jak również środowiska, instytucje i miejsca pomocy społecznej; w tym także fenomen doświadczeń „bez-miejsca”, braku miejsca, bezdomności.
- pedagogika krytyczna – perspektywa badań pedagogicznych kwestionująca oczywistości organizacji systemu edukacji, poszukująca szerszego kontekstu wyjaśniającego różne fenomeny edukacyjne (jak np. niepowodzenia szkolne, milczenie uczniów na lekcji); oparta na założeniu, że szkoła może stać się przestrzenią osobistego i społecznego upełnomocnienia; oprócz tekstów filozoficznych pedagodzy krytyczni prowadzą  badania etnograficzne w różnych miejscach umożliwiające opis systemu oświaty z perspektywy słabej, z różnych nieuwzględnianych w oficjalnym dyskursie oświatowym, pozycji społecznych.
- krytyczna pedagogika miejsca – eksponująca możliwości uczenia się w/o miejscu/regionie, podkreślająca konieczność artykulacji problemów edukacyjnych w określonych miejscach, ze szczególnym uwzględnieniem obszarów wiejskich (pomijanych nawet przez badaczy krytycznych), koncepcja Davida Gruenewalda.

## Relacje i kategorie problematyzowane w pedagogice miejsca
- Przestrzeń - Miejsce oraz Człowiek - Miejsce: Rozróżnienie Yi-Fu Tuana, traktującego przestrzeń jako kuszący wolnością bezkres, w którym tworzymy urzekające swojskością miejsca, inspiruje współczesnych badaczy do opisu zadomawiania się ludzi w miejscach, praktyk nadawania miejscom sensu,  czynienia miejsc własnymi i bezpiecznymi (ale tym samym obcymi i niebezpiecznymi dla "innych"). Tu mieszczą się także opisy procesów identyfikacyjnych, tworzenia się więzi społecznych, kapitału społecznego i agonizmów [Agonism], jak również praktyki tworzenia sobie własnych, często niematerialnych przestrzeni/miejsc w odpowiedzi na niesprzyjające warunki społeczne. Przedstawiciele perspektywy krytycznej, rozpatrują tworzenie się miejsc w kategoriach relacji władzy, traktując określony podział przestrzeni, (nie)dostępność miejsc jako efekt hegemonii [Hegemony]
- Uczenie się - Miejsce: Uczenie się, rozumiane jako zmiana, dokonuje się zawsze w miejscu.

Na tym założeniu opisywane są doświadczenia uczenia się w różnych miejscach
lub poprzez zmianę miejsc(a)
Rozwijane są także kolejne pytania dotyczące uczącego potencjału miejsca, 
uczenia się "w" miejscu, "od" miejsca, "z" miejsca; 
a także projekty działań edukacyjnych/społecznych 
"na miejsce wrażliwych".[Maria Mendel, 2006]  
- Heterotopia (gr.θτεροτοπος 'heterotopos'): Zaproponowana przez Michel Foucault kategoria oznaczająca "miejsce miejsc", pozostająca w "lustrzanej" relacji do pojęcia utopii, "miejsca bez miejsca"; umożliwia opis splątanych sieci relacji wyznaczających miejsca i rekonstrukcję reguł ich nieustannej (re)kreacji w (dyskursywnych) praktykach społecznych.

## Literatura
- Pedagogika miejsca, red. M. Mendel, DSWE TWP, Wrocław 2006
- M. Mendel, Społeczeństwo i rytuał. Heterotopia bezdomności, Wyd. Adam Marszałek, Toruń 2007
- Girlhood Place and Pedagogy, Geographies of Girlhood. Identites in Between,   ed. P. Bettis, N. Adams
- D. Massey, Space, Place, and Gender, University of Minnesota Press, 1994
- G. Benko, U. Strohmayer, Space and Social Theory. Interpreting Modernity and Postmodernity, Blackwell Publishers Ltd., Oxford 1997
- A Place in the World? Places, Cultures, Globalization, ed. D. Massey, P. Jess, Oxford University Press in Association with the Open University, Oxford 1995
- Yi Fu Tuan, Przestrzeń i miejsce, PIW, Warszawa, 1987
- Setha M. Low, Denise Lawrence-Zúñiga, The Anthropology of Space and Place: Locating Culture, Blackwell Publishing, 2003